# 2000年J2最終節
2000年J2最終節（2000ねん J2さいしゅうせつ）とは、2000年11月19日に行われた日本プロサッカーリーグ（Jリーグ）ディビジョン2第44節のことを指す。
本項目では特に、Jリーグ ディビジョン1 (J1) 昇格の最後の椅子を争った浦和レッドダイヤモンズ（浦和）と大分トリニータ（大分）のそれぞれの試合について記す。
なお、正式には「J2からJ1への昇格」はリーグ終了後のJリーグ理事会での協議で決定するが、2011年までに成績条件を満たしたクラブが理事会でJ1昇格が否決されたケースがないため、便宜上「J2で2位以内（成績条件）=J1昇格」として扱うものとする。

## 最終戦までの経緯
二部制導入2シーズン目となった2000年のJリーグ ディビジョン2 (J2) は、前シーズンのJ1年間最下位に沈んだ湘南ベルマーレ（湘南、「ベルマーレ平塚」から改称）と、前年のJ1最終節で無念の降格となってしまった浦和の降格2チームに、前年の日本フットボールリーグ (JFL) で3位に入り昇格した水戸ホーリーホック（水戸） を加えた11クラブによる4回戦総当たり（各チーム40試合、全44節）により行われた。
J1昇格争いは、降格にもかかわらず主力がほとんど残留し「1年でのJ1復帰」を至上命令に掲げた浦和、前シーズン勝ち点差1により昇格を逃した大分、そしてワールドカップフランス大会の日本代表監督であった岡田武史体制2年目となったコンサドーレ札幌（札幌）の3チームによる争いとなった。
シーズン開幕当初は浦和が連勝を続けるが、リーグ戦だけで40試合という長丁場に加え、J1に比較して整わない競技環境や守備重視のJ2特有の戦術に苦しみ、さらにこの年の夏に行われたシドニーオリンピックの関係などから、徐々にそのペースを落としていった。その一方で、札幌は有珠山の火山活動が活発化した関係から室蘭市入江運動公園陸上競技場でのホームゲームが延期・会場変更になるなど日程変更を余儀なくされるも、この年J2得点王に輝いたFWエメルソンの決定力が光り、第2クールを全勝で折り返すと、7月29日に札幌厚別公園競技場で行われた浦和戦を2-1で勝利し、17試合無敗（16勝1分）を達成するなど、中盤以降は他チームを引き離して独走状態となった。
そして大分はこのシーズン、なかなか成績が上がらない状況にあった。FWヴァルディネイの退団により獲得したFWルシアノが戦術にあわず、FWアンドラジーニャをガンバ大阪(J1)から移籍させるといった按配であった。しかしその甲斐もあり、少しずつ成績は上向いていった。
札幌が昇格への勝ち点を6とした10月3日、浦和はゼネラルマネージャーの横山謙三が総監督として現場復帰、斉藤和夫監督に代わってチームの実質的な指揮を執ることを発表（斉藤監督自身は監督の肩書きのままクラブに残留）し、1年でのJ1復帰をなんとしても果たすべく動き出した。
第38節で大分は仙台戦（仙台スタジアム）で3-0と勝利すると、この節で試合が無かった浦和を抜いて、J1昇格圏内の2位に浮上する。
それでも、浦和は第39節の大分との直接対決（大分市営陸上競技場）で2-0と勝利し、大分を抜いて再び2位に浮上する。
第40節は大分は試合が無く、浦和が引き離すチャンスであったが、山形戦（駒場）で延長前半14分にVゴール負けを喫し、大分との勝ち点差は1のままとなる。
10月21日、札幌は湘南戦（平塚競技場）で3-0と勝利し2シーズン振りのJ1昇格を決定。29日の大宮アルディージャ（大宮）戦（札幌厚別公園競技場）を2-0と勝利し、4試合を残してJ2優勝を決めた。
これによりJ1昇格の座は残りひとつとなる。
第41節は浦和は水戸戦（日立市民運動公園陸上競技場）で1-0と勝利。大分は山形戦（鶴岡市小真木原陸上競技場）で試合終了間際に同点に追い付かれると、延長でも決着が付かず、痛恨の引き分けに終わり、勝ち点差が3に広がる。
第42節は、大分が勝利する一方、浦和は後半でも決着が付かず、延長Vゴール勝ちとなったものの、勝ち点差は2となる。
第43節は浦和が90分以内で勝ち、大分が敗れるか引き分ける、または浦和のVゴール勝ちでも大分が敗れれば、浦和のJ1昇格が決まる状況ではあったが、両チーム共勝利し、勝ち点差2のまま最終節を迎える。
こうして、残りひとつのJ1昇格枠の行方は最終節まで持ち越しとなった。

## 最終節

### 概要
最終節、昇格の可能性を持つのは浦和と大分の2チームに絞られており、両チームの対戦カードは以下の通りとなった。
- 浦和レッズ - サガン鳥栖（浦和市駒場スタジアム）
- 大分トリニータ - 大宮アルディージャ（大分市営陸上競技場）

両カードとも昇格を争うチームのホームゲームとなり、共に「埼玉対九州」の対決となった。
| 順位 | クラブ         | 試合 | 勝点 | 勝利 | （90分勝） | （延長勝） | 引分 | 敗戦 | 得失点差 | 得点 | 失点 |
| ---- | -------------- | ---- | ---- | ---- | ---------- | ---------- | ---- | ---- | -------- | ---- | ---- |
| 2    | 浦和レッズ     | 39   | 80   | 27   | (23)       | (4)        | 3    | 9    | +41      | 80   | 39   |
| 3    | 大分トリニータ | 39   | 78   | 25   | (25)       | (0)        | 3    | 11   | +41      | 79   | 38   |

両チームの勝ち点差はわずかに2で得失点差は同じ+41。当時はリーグ戦でもVゴール方式が採用されており、勝ち点の配分は「90分勝ち：3、延長（Vゴール）勝ち：2、引き分け：1」であったため、最終戦の結果による昇格クラブは、以下のようになった。
|            |            | 浦和   |        |      |      |
| 90分勝(83) | V勝(82)    | 分(81) | 負(80) |      |      |
| 大 分      | 90分勝(81) | 浦和   | 浦和   | 大分 | 大分 |
| 大 分      | V勝(80)    | 浦和   | 浦和   | 浦和 | 大分 |
| 大 分      | 分(79)     | 浦和   | 浦和   | 浦和 | 浦和 |
| 大 分      | 負(78)     | 浦和   | 浦和   | 浦和 | 浦和 |

浦和にとっては、90分でもVゴールでもとにかく勝てば昇格確定、一方の大分は勝ちさえすれば望みをつなぐことが出来る立場にあった。

### 前半
11月中旬。日差しは強いものの肌寒さも感じるデイライトマッチは午後1時にキックオフ。追いかける大分に対し、追われる浦和という構図ではあったが、ともに最終戦での決戦を2年連続してホームグラウンドで迎えるとあって、昇格を願う多くのサポーターがそれぞれのスタンドに詰め掛けた。
大分はGK前川和也、MF山根巌を欠くも、ほかは通常のメンバーが出場。開始直後は大宮ペースであったがアンドラジーニャを中心とした攻撃で大宮ゴールに何度も攻めあがり、セットプレーでチャンスを何度も掴むも決めることができずにいた。
一方の浦和はこのシーズン最多となる20,207人もの観客を集め、鳥栖を相手にほぼベストメンバーで望んでいた。順当に行けば早い段階で得点を決めて有利に試合を支配するものと思われていたが、このシーズン4度目の対戦はそれまでが2勝1敗ということもあって研究されていたのか、非常に厳しい試合展開を強いられていた。
そして大分、駒場ともに、どのチームも得点することなく前半終了となった。
大分 0 – 0 大宮
浦和 0 – 0 鳥栖

### 後半
メンバーをともに一人ずつ交代した浦和と鳥栖の対戦は、後半開始早々に試合が動く。浦和は後半開始からFW福永泰を投入して2トップにフォーメーション変更。これが的中し、投入されたばかりのFW福永が起点となりFWアジエルがゴールを決め先制。記録上は45分（後半0分）でのゴールとなり、まさに電光石火の早業であった。
大分 0 – 0 大宮
浦和 1 – 0 鳥栖
これにより浦和が一歩リードをしたが、自らのミスによりそれも束の間の出来事となった。52分、浦和のGK西部洋平が目の前に来たボールをパンチングしようとしてゴールエリアの前方に出てきたが、DF西野努がヘディングをしてしまい、無人の浦和ゴール前に飛んだボールを鳥栖のFWルシアノに胸で押し込まれ、同点ゴールを決められてしまう。試合は瞬く間に振り出しに戻った。大分に途中入団したものの、わずか7試合の出場で登録抹消・移籍となったブラジル人選手が決めた一撃は、古巣に贈る援護になるかと思われた。
大分 0 – 0 大宮
浦和 1 – 1 鳥栖
その大分は、対戦相手の大宮ともども前半終了時と同じメンバーで試合再開。一進一退の攻防が続いていたが、62分、大分のMF竹村栄哉が左足で上げたクロスボールは中央に詰めていたMF加賀見健介のヘディングを経てゴールとなり、大分が待望の先制点を挙げる。
のちにルポタージュ「秋天の陽炎」の題材になった前年の最終戦でゴールを決めそこねJ1昇格を逃した竹村栄哉が、それにより昇格を決めることができたFC東京の選手であった加賀見健介へ送ったボールで、大分の悲願に夢をつなぐことになったが、事態はさらに大きな局面を迎えることになった。
大分 1 – 0 大宮
浦和 1 – 1 鳥栖
大分に先制ゴールが生まれたまさにその直後の63分、浦和DFフェルナンド・ピクンの軽率なプレーによる鳥栖FW石谷吾一の突破をフォローすべく、DF室井市衛が石谷をペナルティエリア内で倒してしまい、室井は一発退場、鳥栖にPKのチャンスが与えられる。これにより浦和は絶体絶命のピンチとなった。
鳥栖のキッカー・ルシアノの蹴ったボールは浦和のキーパーの逆を突くものの、ゴール右ポストに当たるとピッチに跳ね返り、あわてたルシアノが再度キックするもクロスバーを越えていった。決まっていれば大分への恩返しになるはずのPKを失敗し、試合の流れは再び混沌となった。
その後はどのチームも得点することなく後半が終了。大分は対大宮戦4戦全勝で終え、この時点では勝ち点で浦和を1点上回り暫定2位浮上、あとは延長に突入した駒場の結果を待つことになった。
大分 1 – 0 大宮（試合終了）
浦和 1 – 1 鳥栖

### 延長前半
大分の勝利により、浦和のJ1復帰はVゴール勝ちが必須となった。引き分けでは大分と勝ち点で並ぶが得失点差で下回ってしまう。
浦和は後半戦の退場により一人少ないが、得点を挙げるためDFピクンを下げ、FW岡野雅行を投入する。前がかりの攻撃にはなったが、延長Vゴール方式のため、先手一撃を狙っての投入である。岡野はインターバルの間にひとりピッチに登場し、猛ダッシュを繰返し、味方選手・サポーターを鼓舞した。これで浦和サイドの雰囲気が盛上がり、延長戦時点で一人多いはずの鳥栖の選手は明らかに怯み、ボールが足につかない状態となった。
そして延長開始から5分、浦和はセットプレーのチャンスを得る。FKは壁に弾かれるが、勢いを持ったこぼれ玉が途中出場の土橋正樹に渡る。体でワントラップしたあとの25m近いミドルシュートが左足から放たれ、これがネットに突き刺さって歓喜のVゴールとなった。
大分 1 – 0 大宮（試合終了）
浦和 2v – 1 鳥栖（試合終了）
1年前の最終試合でのFW福田正博の「世界で一番悲しいVゴール」もむなしくJ2へと陥落した浦和はこの日、そのときと同じ競技場で同じ延長Vゴールにより1年でのJ1復帰を果たした。対する大分は2年連続でわずか勝ち点1及ばず3位となった。
| 順位 | クラブ         | 試合 | 勝点 | 勝利 | （90分勝） | （延長勝） | 引分 | 敗戦 | 得失点差 | 得点 | 失点 |
| ---- | -------------- | ---- | ---- | ---- | ---------- | ---------- | ---- | ---- | -------- | ---- | ---- |
| 2    | 浦和レッズ     | 40   | 82   | 28   | (23)       | (5)        | 3    | 9    | +42      | 82   | 40   |
| 3    | 大分トリニータ | 40   | 81   | 26   | (26)       | (0)        | 3    | 11   | +42      | 80   | 38   |

## 試合データ
| 2000年11月19日 13:04 |

| 大分トリニータ  | 1 - 0      | 大宮アルディージャ |
| 加賀見健介 62分 | 公式データ |                    |

| 大分市営陸上競技場 観客数: 7,631人 主審: 砂川恵一 |

| 大分トリニータ |    |                  |      |
|                |    |                  |      |
| GK             | 21 | 小山健二         |      |
| DF             | 02 | 三木隆司         |      |
| DF             | 03 | 村田一弘         |      |
| DF             | 04 | 吉村寿洋         |      |
| MF             | 05 | シジクレイ       |      |
| MF             | 06 | 若松大樹         | 76分 |
| MF             | 22 | 加地亮           | 86分 |
| MF             | 28 | 加賀見健介       |      |
| MF             | 30 | 竹村栄哉         |      |
| FW             | 09 | アンドラジーニャ | 89分 |
| FW             | 31 | 吉田孝行         |      |
| サブメンバー   |    |                  |      |
| GK             | 17 | 吉坂圭介         |      |
| MF             | 14 | 瀬戸春樹         | 86分 |
| MF             | 15 | 梅田高志         | 76分 |
| MF             | 07 | 川崎元気         | 89分 |
| FW             | 13 | 庄司孝           |      |
| 監督           |    |                  |      |
| 石崎信弘       |    |                  |      |

| 大宮アルディージャ |    |            |      |      |
|                    |    |            |      |      |
| GK                 | 01 | 白井淳     |      |      |
| DF                 | 19 | 上村祐司   |      |      |
| DF                 | 02 | 奥野誠一郎 | 73分 |      |
| DF                 | 04 | 浮氣哲郎   |      |      |
| DF                 | 05 | 岡本隆吾   |      |      |
| MF                 | 17 | 宮下真洋   |      | 30分 |
| MF                 | 07 | 氏家英行   | 60分 |      |
| MF                 | 10 | マーク     |      |      |
| MF                 | 06 | 原崎政人   | 73分 |      |
| FW                 | 09 | 野口幸司   |      |      |
| FW                 | 11 | 磯山和司   |      |      |
| サブメンバー       |    |            |      |      |
| GK                 | 20 | 渡辺英豊   |      |      |
| DF                 | 03 | ヤン       |      |      |
| MF                 | 15 | 斉藤雅人   | 60分 |      |
| MF                 | 26 | 星大輔     | 73分 |      |
| FW                 | 16 | 小阪昭典   | 73分 |      |
| 監督               |    |            |      |      |
| 三浦俊也           |    |            |      |      |

| 2000年11月19日 13:04 |

| 浦和レッズ                    | 2v - 1 (延長) | サガン鳥栖    |
| アジエル 45分 · 土橋正樹 95分 | 公式データ    | ルシアノ 52分 |

| 浦和市駒場スタジアム 観客数: 20,207人 主審: ルー・ジュン |

| 浦和レッズ   |    |          |      |      |
|              |    |          |      |      |
| GK           | 16 | 西部洋平 |      |      |
| DF           | 21 | 室井市衛 |      | 64分 |
| DF           | 03 | ピクン   | 90分 |      |
| DF           | 12 | 西野努   |      |      |
| MF           | 02 | 山田暢久 |      |      |
| MF           | 05 | 石井俊也 |      |      |
| MF           | 20 | 阿部敏之 |      |      |
| MF           | 33 | 路木龍次 | 45分 |      |
| FW           | 35 | アジエル |      |      |
| FW           | 08 | 小野伸二 |      |      |
| FW           | 13 | 大柴健二 | 70分 |      |
| サブメンバー |    |          |      |      |
| GK           | 17 | 安藤智安 |      |      |
| MF           | 04 | 土橋正樹 | 70分 |      |
| FW           | 10 | 福永泰   | 45分 |      |
| FW           | 07 | 岡野雅行 | 90分 |      |
| FW           | 34 | クビツァ |      |      |
| 総監督       |    |          |      |      |
| 横山謙三     |    |          |      |      |

| サガン鳥栖   |    |            |      |      |
|              |    |            |      |      |
| GK           | 01 | 高嵜理貴   |      |      |
| DF           | 12 | 佐藤陽彦   |      |      |
| DF           | 04 | 川前力也   |      | 77分 |
| DF           | 05 | 松田考功   |      |      |
| MF           | 02 | 有村光史   | 75分 |      |
| MF           | 27 | 三原廣樹   |      | 60分 |
| MF           | 26 | 矢部次郎   |      |      |
| MF           | 14 | 島岡健太   |      |      |
| MF           | 10 | 中村伸     | 45分 |      |
| FW           | 28 | ルシアノ   |      |      |
| FW           | 19 | 石谷吾一   | 72分 |      |
| サブメンバー |    |            |      |      |
| GK           | 21 | 山口哲治   |      |      |
| DF           | 13 | 井原康秀   |      |      |
| MF           | 06 | 小林悟     | 72分 |      |
| MF           | 07 | 佐藤大実   | 45分 |      |
| FW           | 09 | 片渕浩一郎 | 75分 |      |
| 監督         |    |            |      |      |
| 高祖和弘     |    |            |      |      |